# Abel Surchamp
Pour les articles homonymes, voir Surchamp.
Jean Surchamp, dit Abel Surchamp est un homme politique français, né le 26 avril 1846 à Libourne (Gironde) et décédé le 2 février 1913 à Libourne.

## Biographie

### Origines familiales et vie avant la politique
Abel Surchamp est le fils d'Antoine Surchamp (1807-1860), maréchal-ferrant de profession, et de Marie Faugère(1817-1887). La famille est initialement originaire de Corrèze, à Meyssac où est né son père. Abel Surchamp possède un commerce de tissu. 

### Parcours politique
En 1871, il est élu conseiller municipal, avant de devenir en 1878 second adjoint au maire, puis maire de Libourne à partir de 1882 jusqu'en 1892. Il effectue un second mandat entre 1904 et 1908. Sous son impulsion d'importants travaux sont réalisés à Libourne, notamment la généralisation de l'adduction d'eau, la création des abattoirs de Libourne, la construction de l'Hôpital Sabatié, (rendu possible par le legs d'un riche propriétaire, Étienne Sabatié, ce dernier deviendra l'Hôpital Robert Boulin en 1980) et enfin la restauration de l'Hôtel de Ville. De conviction républicaine et laïque, il fait modifier les anciens noms de rues (qui portaient très souvent des noms de Saints catholiques) en leur donnant des noms de grands hommes politiques républicains. 
Il a été conseiller général de la Gironde en 1883. Il est député de la Gironde de 1889 à 1902, inscrit au groupe des Républicains progressistes.

### Mort
Abel Surchamp, s’éteint à Libourne en février 1913, à son domicile du 78 cours des Girondins. Il est enterré au cimetière de la Paillette de Libourne. La place centrale de Libourne est nommée en son honneur peu après son décès. 